# Lauter (Schlitz)
La Lauter è un fiume tedesco, lungo circa 28 km, che scorre nel Land dell'Assia; è un affluente del fiume Schlitz, che concorre a formare con l'Altefeld.

## Corso
La Lauter nasce dal monte Sieben Ahorn (752,7 m s.l.m.), nel massiccio del Vogelsberg; le sue sorgenti si trovano in una zona boscosa a circa 670 m s.l.m. e il fiume, appena formato, si dirige verso nord. Attraversa Engelrod, Hörgenau e Hopfmannsfeld, tre frazioni del comune di Lautertals, che dal fiume prende il nome. Attraversa quindi Frischborn, una frazione di Lauterbach, ricevendo da sud le acque dell'affluente Eisenbach, quindi, dopo Lauterbach, riceve le acque del Brenderwasser e si dirige ancora verso est. Attraversata quindi Angersbach, frazione di Wartenberg, si dirige ad est verso Bad Salzschlirf, dove si unisce alla Altefeld per formare lo fiume Schlitz; le sue acque, tredici chilometri dopo, confluiranno, con il nome di Schlitz, nella Fulda.

## Affluenti
- Alla sinistra orografica:
  - Asmannsbach
  - Brenderwasser,
  - Saasener Bach
  - Dietzelbach
- Alla destra orografica:
  - Eisenbach,
  - Rudloser Bach